# 小田巻き蒸し
小田巻き蒸し（おだまきむし）は、大阪府大阪市船場発祥の郷土料理で、うどんを用いた大きめの茶碗蒸し。茶碗に主材料のうどんのほか、海老やかまぼこ、銀杏、百合根、椎茸、ウナギやアナゴの蒲焼き、鶏肉などを加え、卵を溶いた澄まし汁を入れて蒸し上げて作る。

## 名称の由来
名称の「小田巻き」は、茶碗蒸しの中のうどんを、紡いだ麻糸を丸く巻いた「苧環（おだまき）」に見立てたことに由来している。「小田巻き」の表記は原義とは関係なく、その音を当て字したもの。

## 歴史
卵をふんだんに用いるため、卵が高級品とされた時代には船場の商家などで贅沢なハレの日の料理とされた。前述のように海老やかまぼこを始めとして多種多様な具材を用いる華やかな料理であることから、冠婚葬祭やお祝膳に欠かせないお祝い料理とされ、新年の挨拶のため来訪した客をもてなす際などによく作られた。また、完全栄養食材とも称される卵を用いることから、病人食としても食されていた。戦前は大阪市内のうどん店などで提供されており、1955年（昭和30年）頃までは秋になるとうどん店が店先の大きなせいろで小田巻き蒸しを蒸しあげる光景が見られたが、戦後の食生活の変化などを受け、衰退した。現代では家庭料理として作られたり、少ないながらも飲食店で提供されたりしながら、細々と継承されている。

## 類似の料理
茶碗蒸しの材料にうどんの麺を入れたものは、小田巻きうどんと呼ばれる。こちらは小田巻き蒸しとは異なり、うどんが主体の麺料理である。